# Catalina Usme
María Catalina Usme Pineda, zumeist einfach nur Catalina Usme genannt (* 25. Dezember 1989 in Marinilla), ist eine kolumbianische Fußballspielerin. Sie ist nach FIFA-Angaben derzeitige kolumbianische Rekordnationalspielerin.

## Karriere

### Klub
Im Sommer 2016 wechselte sie von CD Formas Íntimas zu América de Cali. Im darauffolgenden Sommer folgte nochmal eine kurze Station bei Independiente Santa Fe. Seit Anfang 2018 ist sie aber wieder zurück in Cali.

### Nationalmannschaft
Bei der Südamerikameisterschaft 2010, gehörte sie mit zum Kader und erzielte auch zwei Tore. Insgesamt wurde ihre Mannschaft hier Zweiter hinter Brasilien. Damit qualifizierte sie sich mit ihrem Team auch erstmals für die Weltmeisterschaft. Bei der Ausgabe im Jahr 2011, gehörte sie als Kapitänin ebenfalls zum Kader dazu. Weder sie noch eine ihrer Mitspielerinnen konnten hier jedoch ein Tor erzielen, womit das Team am Ende als Gruppenletzter bereits in der Vorrunde ausschied.
Ein Jahr später nahm sie mit ihrer Mannschaft dann auch an dem Fußball-Turnier der Olympischen Spiele 2012 teil. Hier reichte es aber auch nicht über die Gruppenphase hinaus. Da sich ihre Mannschaft auch bei der Südamerikameisterschaft 2014 wieder auf dem zweiten Platz positionierte, nahm ihr Team auch an der Weltmeisterschaft 2014 teil, wo sie gesichert auch wieder zum Kader dazugehörte. Über den dritten Platz gelang es ihrer Mannschaft sogar diesmal in die K.-o.-Runde einzuziehen, hier verlor man jedoch am Ende gleich mit 0:2 gegen die USA. Erneut blieb sie im Turnierverlauf torlos.
Bei dem Olympiaturnier im Jahr 2016 gehörte sie erneut zum Kader dazu. Hier gelangen ihr im letzten Gruppenspiel gegen die USA die beiden einzigen Tore im Turnierverlauf. Dies waren zudem sogar die einzigen Tore der gesamten Mannschaft in diesem Turnier, damit schied man auch erneut wieder nach der Gruppenphase aus. Bei der Copa América 2018 konnte sie im Verlauf des Wettbewerbs dann ganze neun Treffer erzielen und wurde somit mit Abstand zur Torschützenkönigin. Ihrer Mannschaft half dies in der Gruppenphase locker für den Gruppensieg, in der Finalrunde, glückte ihrem Team jedoch nur noch ein einziger Treffer, welcher aber auch nicht von ihr kam. Damit landete die Mannschaft nur auf dem letzten Platz und verpasste somit erstmals seit zwei Teilnahmen die Qualifikation für die Weltmeisterschaft 2019.
In den folgenden Jahren wurden ihre Einsätze dann spürbar weniger. Durch die COVID-19-Pandemie wurden einige Turnier verschoben und so kam sie nach einigen Freundschaftsspielen erst wieder bei der Copa América 2022 zu einer Kader-Nominierung bei einem größeren Turnier. Als Gastgebermannschaft wurde sie mit ihrem Team, wieder einmal Gruppensieger und mit einem Treffer in der Partie gegen Chile, erzielte sie auch wieder zumindest ein Tor bei diesem Turnier. Am Ende verlor sie mit ihren Mitspielerinnen aber auch wieder gegen Rekordmeister Brasilien. Dies reichte aber somit auch wieder dafür aus, um sich mit ihrer Mannschaft für die Fußball-Weltmeisterschaft der Frauen 2023 zu qualifizieren.
Am 4. Juli 2023 wurde sie für den finalen Kader bei der Weltmeisterschaft 2023 nominiert, in jedem der fünf Spiele ihres Teams eingesetzt und schied mit der Mannschaft im Viertelfinale gegen die Engländerinnen aus. Sie erzielte ein Tor während des Turniers.